# Kamov Ka-18
Kamov Ka-18 (V kódu NATO: "Hog") byl sovětský čtyřmístný víceúčelový vrtulník, který poprvé vzlétl v roce 1955. Šlo o vývoj vrtulníku Kamov Ka-15 s delším trupem a silnějším hvězdicovým motorem Ivčenko AI-14V o výkonu 255 k. Mezi lety 1959 a 1961 bylo v Ulan-Ude vyrobeno asi 120 ks vrtulníků Ka-18.

## Uživatelé
Sovětský svaz
- Sovětské námořní letectvo[2]

## Specifikace (Ka-18)

### Technické údaje
- Osádka: 1 pilot
- Kapacita: 3 cestující
- Délka: 7,03 m
- Výška: 3,34 m
- Průměr rotoru: 9,96 m
- Plocha rotoru: 155,8 m²
- Prázdná hmotnost: 1 060 kg
- Maximální vzletová hmotnost: 1 480 kg
- Motor: 1× Ivčenko AI-14VF; 209 kW

### Výkony
- Maximální rychlost: 150 km/h
- Cestovní rychlost: 120 km/h
- Dostup: 3 250 m
- Dolet: 165 km